# Daniel Dahm

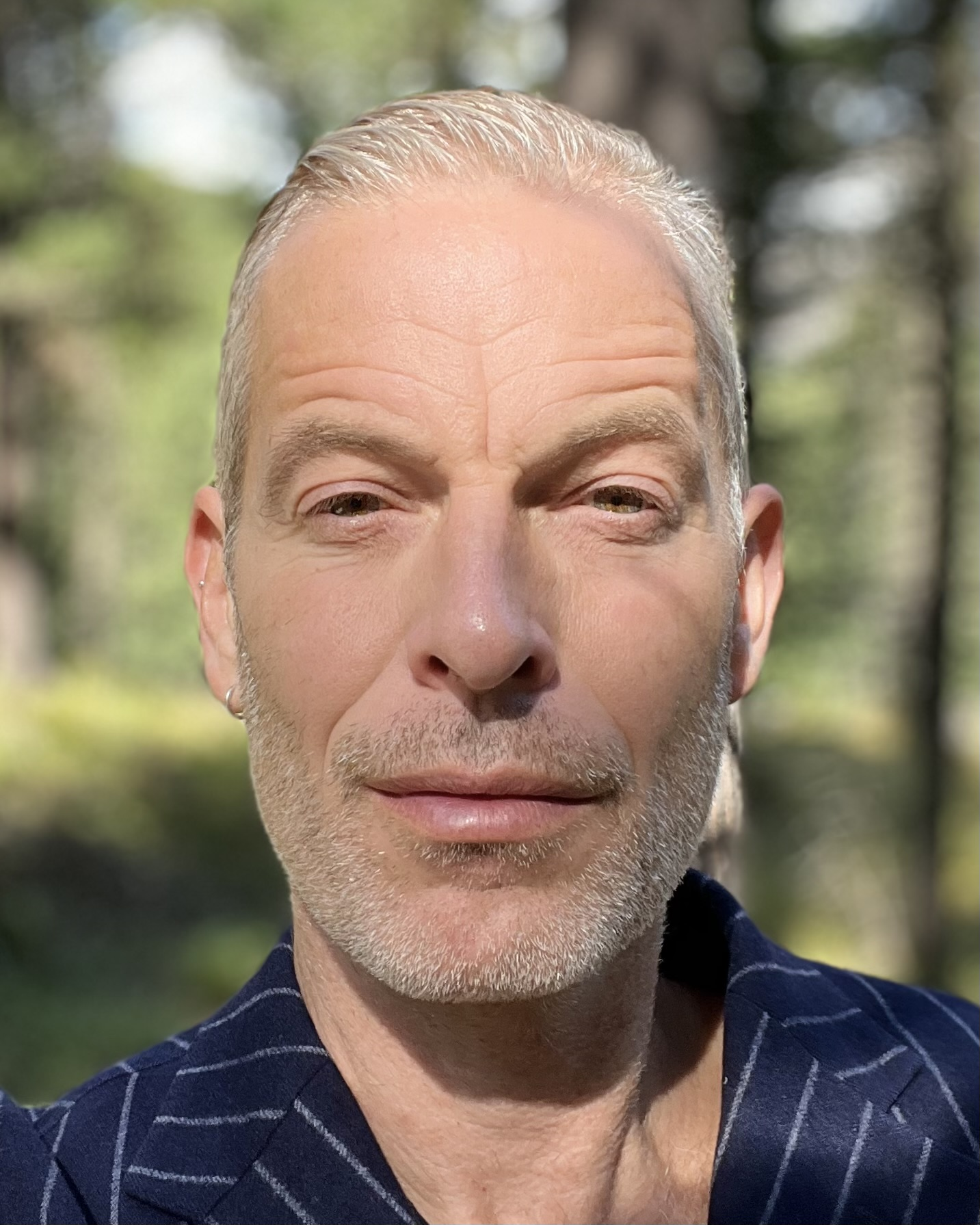
World Future Council, Annual Assembly 2022, Pontresina

Johannes Daniel Dahm (auch J. Daniel Dahm; * 1969 in Köln) ist ein deutscher Wissenschaftler, Aktivist und Unternehmer.

## Ausbildung
Daniel Dahm studierte an der Universität zu Köln Geographie, Biologie und Ethnologie mit dem Schwerpunkt der Ökologie der Tropen, Klimawandel und Desertifikation mit Bezug zu Entwicklungszusammenarbeit zum Diplom-Geograph und promovierte bei Bernd Wiese zum Dr. rer. nat.

## Arbeit
Von 1997 bis 2005 war er wissenschaftlicher Mitarbeiter (später Projektleiter) am Wuppertal Institut für Klima, Umwelt, Energie, u. a. in enger Zusammenarbeit mit Wolfgang Sachs und Gerhard Scherhorn. Von 2001 bis 2004 leitete Dahm am Institut für Haushalts- und Konsumökonomik der Universität Hohenheim das BMBF-Forschungsprojekt Urbane Subsistenz als Infrastruktur der Stadt. 2003 prägte er den Begriff der urbanen Subsistenz, der in der Diskussion um Commons und gemeinwohlorientierte Ökonomie und in der wachstumskritischen Debatte eine relevante Rolle spielt. Anlässlich des Einsteinjahres 2005 und auf Anstoß des Einstein Forums, verfassten Hans-Peter Dürr, Daniel Dahm und Rudolf zur Lippe das Potsdam Manifest und dessen »Mutter« die Potsdam Denkschrift. Diese wurden von vielen Wissenschaftlern aus der ganzen Welt unterzeichnet, u. a. von über 20 Trägern des Right Livelihood Awards (Alternativer Nobelpreis). 2005 wurden diese erstmals von der Vereinigung Deutscher Wissenschaftler VDW publiziert. In der Folge war er an verschiedenen wissenschaftlichen Institutionen, u. a. wurde er 2006 an das Natural History Museum (London) als Research Fellow for Science in Innovation der Darwin Initiative im UK Biodiversity Program der Royal Society of Science berufen, wo er zu Diversity of Life forschte.
Seit 2009 konzentrierte er sich auf die Zusammenhänge zwischen regenerativer Ökonomie, insbesondere zum Verhältnis von Finanzwirtschaft und Ökologie, um den Aufbau natürlicher und sozialer und kultureller Gemeingüter zu ermöglichen. Ein weiterer Schwerpunkt bildete der Fokus auf die ordnungspolitischen Rahmenbedingungen einer nachhaltigen Wettbewerbsordnung, wozu er sich u. a. in der wissenschaftlichen Projektleitung der Forschungsgruppe Ethisch-Ökologisches Rating der Goethe-Universität Frankfurt a. M. engagierte.
Bis 2018 war er Vize Direktor des European Center for Sustainability Research ECS der Zeppelin Universität, sowie bis 2019 Senior Fellow des Institute for Advanced Sustainability Studies.
Unterstützt durch das World Future Council  und Umwelt- und ökologische Landwirtschaftsverbände trug er den Terminus der regenerativen Landwirtschaft in die Breite des wissenschaftlichen Diskurses.
Als Vortragender hat er mit Keynotes, Impuls- und Fachvorträgen auf Konferenzen, Tagungen und Veranstaltungen in wissenschaftlichen und universitären Einrichtungen sowie in Politik und Zivilgesellschaft international beigetragen.
Weiterhin initiierte er Tagungsveranstaltungen zu Themen um nachhaltige Entwicklung.
Von 2013 bis 2017 arbeitete er als Sänger und Songwriter mit dem Musiker und Produzenten Nhoah im Rahmen des Musikprojektes Tangowerk zusammen u. a. mit dem Technobeat-Titel Alone With Ourselves.
Am Deutschen Schauspielhaus Hamburg stellte er in der Inszenierung von Christian Tschirner und Ron Zimmering des Hamburger Menetekel. Ein Futurologischer Kongress in der Figur Daniel Dahm den Prophet Daniel dar und rief zum Aufstand für eine lebensdienliche Welt auf.
2024 benennt Table Media Daniel Dahm als einen der 10 wichtigsten Persönlichkeiten der ESG-Szene der Gesellschaft.
Dahm ist
- seit 2024 Sprecher des Stiftungsrats der Aurelia Stiftung[16]
- seit 2023 Beirat des DIN Normenausschuss Finanzen (NAFin)[17][18], sowie des DIN Fachforum Sustainable Finance des Deutschen Instituts für Normung e. V.[19]
- seit 2022 Councilor des World Future Council[20]
- seit 2022 Beirat des Forum Anthropozän[21]
- seit 2020 Beirat der Hamburger Klimawoche[22]
- seit 2019 Beirat der Cocreation Foundation[23]
- seit 2015 Mitglied des Scientific Committee des Consorzio Costellazione Apulia[24] in Italien
- seit 2014 Botschafter der Gemeinwohl-Ökonomie[25], bis 2022 war er zudem Beirat des Wiener Forschungsvereins der Gemeinwohlökonomie
- 2011 bis 2015 kooptiertes Mitglied des AK Finanzpolitik am Beirat für Nachhaltige Entwicklung des Landes Brandenburg[26]
- seit 2011 Juryvorsitzender für den Internorga Future Award der Internorga Messe der HMC Hamburg Messe und Congress[27]
- seit 2009 Mitglied der German Association Club of Rome[28]
- seit 2000 Mitglied und langjährig Beirat der Vereinigung Deutscher Wissenschaftler VDW e. V.
- 2000 bis 2022 Mitglied (u. a. des Vorstands) der Vereinigung für Ökologische Ökonomie e. V.[29]
- seit 1998 Mitglied des International Network of Engineers and Scientists for Global Responsibility e. V. (INES)[30]

## (Co-)Gründungen
Dahm ist Gründer und Mitgründer mehrerer zivilgesellschaftlicher Organisationen, Stiftungen und Unternehmen.
- 2019 war er eines der frühen Mitglieder von Scientists for Future,[31] bis 2022 Mitglied dessen Fachkollegiums.
- 2013 initiierte er zusammen mit der Messe Frankfurt Exhibition GmbH eine Messe für Design und nachhaltige Konsumgüter, die ecostyle in Frankfurt am Main, wo er bis 2015 Vorsitzender des Fachbeirats[32] war.
- 2011 war er zusammen mit der Hamburg Messe und Congress Initiator, Mitgründer und Fachbeiratsvorsitzender[33] der ersten deutschsprachigen Messe für nachhaltige Konsumgüter, der goodgoods in Hamburg.
- 2010 gründete er die United Sustainability Group,[34] eine auf zukunftsfähige Entwicklung und regenerative Ökonomie spezialisierte Unternehmensgruppe, die sich dem Aufbau von Kultur- und Naturpotentialen und einem nachhaltigen Transformationsprozess von (Finanz)Wirtschaft, Infrastrukturen und Regionen widmet. Im Mittelpunkt stehen Regeneration und Aufbau ökologischer und infrastruktureller  Lebensgrundlagen, Ecosystem Restoration und Renaturierungsprozesse weltweit. Seit 2011 hat er u. a. die Geschäftsführung der Asset Management-Gesellschaft United Sustainability GmbH inne[35]
- 2009 war er Gründungspartner der Desertec Foundation[36], die das gleichnamige internationale Wüstenstromvorhaben vertritt und in die Realisierung bringen will.
- 2008 war er Gründungs- und bis 2010 Vorstandsmitglied des Ökosozialen Forum Deutschland e. V. (ÖSF), das 2013 mit dem Forum Ökologisch-Soziale Marktwirtschaft (FÖS) fusionierte.
- 2007 war er zusammen mit Rainer Grießhammer, Wolfgang Sachs, Gerhard Scherhorn, Peter Hennicke, Sandra Maischberger und Axel Milberg sowie der Stifterin Claudia Langer, Gründungsmitglied und Kurator der utopia-Stiftung des gleichnamigen Internetportals Utopia.de für nachhaltigen Konsum.[37]
- 2007 war er Gründungsmitglied und Beirat der amina-Foundation[38] in Berlin.
- 2002 war er Mitgründer des IRIS e. V. International Research for Integral Systems, der die Cinema for Peace Gala im Rahmen der Berlinale begleitete und mit dem s.g. Peace Band[39] als Charity-Item Spenden sammelte. Unterstützer und Träger des Peace Band waren Schauspieler wie Christopher Lee, Dustin Hoffman, Roger Moore, Catherine Deneuve, Pierre Brice und Milla Jovovich.

## Auszeichnungen
- 2009 Fellow for Responsible Leadership der BMW Stiftung Herbert Quandt[40]
- 2006 Research Fellow for Science in Innovation der Darwin Initiative im UK Biodiversity Program der Royal Society of Science am Natural History Museum, London[41][42]
- 2000 Schweisfurth-Forschungspreis für Ökologische Ökonomie (heute Kapp-Preis)[43]

## Publikationen (Auswahl)
- Imagine: A Life-Serving Future. In: Vandana Shiva; Alexandra Wandel; Ernst Ulrich von Weizsäcker(Ed.)(2024): Visions for our Future - Jakob von Uexküll and the World Future Council. Europaeische Verlagsanstalt. 2024.
- Regenerative economy: the embedding of circularity. In: Hinske, C.; Lehmann, H.; et al. (Ed.) (2022): The Impossibilities of the Circular Economy. Routledge. 2022.
- mit Gerhard Scherhorn: Urbane Subsistenz. Die zweite Quelle des Wohlstands. Oekom, München (Erstaufl. 2008). 2. Auflage. 2021.
- mit Günter Koch: Precursors of an Economics for the Anthropocene. In: Carrillo, F. J. u. Koch, G. (2021): Knowledge for the Anthropocene. A WCI strategic focus report. Mexico City. 2021.
- The Sustainability Zeroline – a severe standard for a truly sustainable, a regenerative economy. In: Goydke, Tim u. Koch, Günter (2021): Economy for the Common Good. A Common Standard for a Pluralistic World? Studies in International Management, Politics and Economies No. 1. HSB. Bremen. 2021.
- Den Neuanfang wagen – Vom Aufbruch in eine lebensdienliche Ökonomie. In: Lesen ohne Atomstrom (Hrsg.) (2021): Act Now! Reflexionen in existentiellen Zeiten. Hamburg.
- Benchmark Nachhaltigkeit. Sustainability Zeroline. Das Maß für eine zukunftsfähige Ökonomie. Transcript, Bielefeld 2019.
- Corporate Sustainable Restructuring CSR. Springer, München / Berlin 2015.
- mit S. Bannas: The decline of the Fossil Age is the rise of distributive justice. In: International Development Policy Series. Graduate Institute of International Development Studies. Genf 2011.
- Evolution von Digitalem Empowerment und virtuellen Netzwerken. Infrastrukturen einer zukunftsfähigen Ökonomie. In: H. Burda et al.: 2020 – Gedanken zur Zukunft des Internets. Essen 2010.
- Prinzipien einer ökologisch sozialen Marktwirtschaft. Basispapier zu einer zukunftsfähigen Wirtschaftsordnung. Berlin 2009.
- Daniel Dahm Declaration. Towards Sustainable Business Cultures. BMW Stiftung Herbert Quandt. Berlin 2009.
- mit H.-P. Dürr, R. zur Lippe: Global Justice, Equality and World Domestic Policy – The Potsdam Manifesto. In: Global Marshall Plan Initiative: Towards a World in Balance. Hamburg 2007.
- Zivile Keimzellen der Halbtagsgesellschaft – Potentiale Bürgerschaftlicher Einrichtungen. In: C. Stahmer, S. Hartard, A. Schaffer: Die Halbtagsgesellschaft. Nomos. Baden-Baden 2006.
- Einfach leben in Lebendigkeit und Vielfalt – Grundlagen zukunftsfähiger Lebensstile. Pittenhardt 2006.
- mit Hans-Peter Dürr, Rudolf zur Lippe: Potsdamer Manifest 2005 “We have to learn to think in a new way” & Potsdamer Denkschrift 2005. Oekom, Berlin / München 2005.
- Ökonomie der Zivilgesellschaft. In: Zukünfte. Nr. 47. Berlin 2004.
- Motivation & Engagement. In: Zukünfte. Nr. 48. Berlin 2004.
- Gerechter Agrarhandel braucht einen gerechten und intelligenten Weltmarkt. In: Perspektiven für einen gerechten Agrarhandel – Konzepte, Konflikte, Kooperationen. Rehburg-Loccum 2003.
- Zukunftsfähige Lebensstile – Städtische Subsistenz für mehr Lebensqualität. Dissertationsschrift. Köln 2003.
- mit K. Merkle: Feiern und Fördern. In: H. J. Clement (Hrsg.): Szene Berlin. Ein Kulturlesebuch. Berlin 2003.
- mit R. Fretschner, J. Hilbert, G. Scherhorn: Gemeinschaftsarbeit im Wohlfahrtsmix der Zukunft: unverzichtbar. In: G. Bosch et al. (Hrsg.): Zukunft der Dienstleistungsgesellschaft. Campus. Frankfurt a. M. 2002.
- Westliche Werte in Afrika oder afrikanische Werte im Westen? In: Jenseits des Wachstums, Politische Ökologie. Nr. 66. München 2000.